# تروی (تگزاس)
تروی، تگزاس (به انگلیسی: Troy, Texas) یک شهر در ایالات متحده آمریکا با جمعیت ۱٬۳۷۸ نفر است که در تگزاس واقع شده‌است.

## موقعیت جغرافیایی
موقعیت جغرافیایی شهرها و مناطق اطراف به شرح زیر است: